# Лер, Павел Андреевич
Па́вел Андре́евич Лер (1923—2005) — советский и российский энтомолог, диптеролог, член-корреспондент Российской академии наук (1991; член-корреспондент АН СССР с 1987), в 1981—1991 гг — директор Биолого-почвенного института ДВНЦ РАН.

## Биография
Родился 27 сентября 1923 года в Саратове.
Окончил Казахский университет (Алма-Ата) в 1953 году, где преподавал в 1965—1973 гг. С 1973 — во Владивостоке. Член-корреспондент АН СССР (с 1987), советник при дирекции Биолого-почвенного института ДВНЦ РАН (директор — в 1981—1991 гг). Доктор биологических наук (1970), профессор (1972), член Русского энтомологического общества. Основные исследования по биологии ктырей, их использованию для борьбы с саранчой. Под его редакцией вышло несколько десятков сборников и трудов энтомологов Дальнего Востока, включая тома «Определитель насекомых Дальнего Востока России».
Умер 15 сентября 2005 года. Похоронен на Благовещенском кладбище в Сергиевом Посаде Московской области (участок 32).

## Открытия
П. А. Лер открыл и впервые для науки описал 292 вида и подвида насекомых, а также одно новое семейство, 4 трибы и 34 рода:
- Afroepitriptus Lehr, 1992
- Afromochtherus Lehr, 1996
- Albicoma Lehr, 1986
- Aneomochtherus Lehr, 1996
- Asilella Lehr, 1970
- Asiloephesus Lehr, 1992
- Didysmachus Lehr, 1996
- Dystolmus Lehr, 1996
- Engelepogon Lehr, 1992
- Esatanas Lehr, 1986
- Etrurus Lehr, 1992
- Filiolus Lehr, 1967
- Ktyr Lehr, 1967
- Ktyrimisca Lehr, 1967
- Kurzenkoiellus Lehr, 1995
- Leleyellus Lehr, 1995
- Machiremisca Lehr, 1996
- Mercuriana Lehr, 1988
- Minicatus Lehr, 1992
- Neoepitriptus Lehr, 1992
- Odus Lehr, 1986
- Oldroydiana Lehr, 1996
- Pashtshenkoa Lehr, 1995
- Premochtherus Lehr, 1996
- Pseuderemisca Lehr, 1986
- Reminasus Lehr, 1979

## Основные труды
- Лер П. А. (Lehr, P.A.) 1996: Ктыри подсемейства Asilinae (Diptera, Asilidae) Палеарктики. Эколого-морфологический анализ, систематика и эволюция. Владивосток, Дальнаука, 1996. 184 с.
- Лер П. А. (1958): К определению ктырей (Diptera-Asilidae) Казахстана. — Труды Казахск. НИИ защ.раст. (Каз. Акад. с.-х.наук) 4: 189—209.
- Лер П. А. (1960): Ктыри рода Habropogon (Asilidae, Diptera) Казахстана и Средней Азии. — Труды Inst. Zool. 11: 180—192, Алма-Ата.
- Лер П. А. (1962): Некоторые аспекты эволюции ктырей. — Труды Казахск. НИИ защ.раст., 7: 347—382; Алма-Ата.
- Лер П. А. (1965): Ктыри трибы Dioctrini Казахстана и Средней Азии. — Труды Инст. Зоол. 9: 184—199; Алма-Ата.
- Лер П. А. (1966): Ктыри рода Neoitamus Ost.-Sac. (Diptera, Asilidae) фауны СССР. — Зоологический журнал, 45: 568—574, Москва.
- Лер П. А. (1969): Ктыри трибы Laphystini (Diptera, Asilidae) фауны СССР. — Зоологический журнал, 48(2): 233—240, Москва.
- Лер П. А. (1969): Экологический и морфологический анализ ктырей (Dipt., Asilidae). Сообщение II. — Энтомологическое обозрение, 48(3) [English translation: Entomological review 48(3): 532—560 [341-357]; Москва [Washington].
- Лер П. А. (1974): Ктыри родов Psilocerus, Theurgus и Archilaphria (Diptera, Asilidae) Палеарктики. — Зоологический журнал, 53(11): 1736—1738, Москва.
- Лер П. А. (1979): Новые виды ктырей рода Eremodromus Zimin, 1928 (Diptera, Asilidae) Средней Азии. — Труды Всесоюзного энтомологического общества, 61: 186—187, Москва.
- Лер П. А. (1979): Ктыри (Diptera, Asilidae) Амурской области. — Биологич. исследов на Дальнем Востоке: 60-77, Владивосток.
- Лер П. А. (1981): Ревизия ктырей подтрибы Machimina Lehr (Diptera, Asilidae). Сообщение 1. — В кн.: Егоров А. Б. (и др.): Пауки и насекомые Дальнего Востока СССР. — ДВНЦ АН СССР: 90-128; Владивосток.
- Лер П. А. (1984): Ктыри трибы Stichopogonini (Diptera, Asilidae) фауны СССР. II. — Зоологический журнал, 63(6): 859—864, Москва.
- Лер П. А. (1984): Ктыри трибы Stichopogonini (Diptera, Asilidae) фауны СССР. I. — Зоологический журнал, 63(5): 696—706, Москва.
- Лер П. А. (1984): Систематика, экология и филогения ктырей рода Eutolmus Loew (Diptera, Asilidae). — Систематика и экология насекомых Дальнего Востока: 127—139, Владивосток.
- Лер П. А. (1986): Обзор ктырей подтрибы Machimina Lehr (Diptera, Asilidae). Сообщение 2. Род Antiphrisson Loew, 1847. — In: Лер П. А.: Systematics and ecology of insects from the Far East. — Владивосток: АН СССР: 155 pp. (117—147).
- Лер П. А. (1986): Новый род ктырей подсемейства Asilinae (Diptera, Asilidae) Палеарктики. — Зоологический журнал, 65(2): 302—305, Москва.
- Лер П. А. (1988): Обзор ктырей группы Philonicus (Diptera, Asilidae). — Труды Всесоюзного энтомологического общества, 70: 189—196, Москва.
- Лер П. А. (1989): Ревизия ктырей родов Asilelle, Trichomachimus и Acanthopleura (Diptera, Asilidae). — Зоологический журнал, 68(2): 228—241, Москва.
- Лер П. А. (1989): Ктыри подсемейства Laphriinae (Diptera, Asilidae) СССР. — Энтомологическое обозрение, 68(2): 406—421, Москва.
- Лер П. А. (1992): Малые рода ктырей подсемейства Asilinae (Diptera, Asilidae). 1.Таксономия и экология. — Зоологический журнал, 71(5): 91-105, Москва.

## Награды и признание
- Орден Красного Знамени (1983)
- Член-корреспондент Академии наук СССР (1987)

В честь Лера были названы 2 рода и 21 вид насекомых, в том числе:
- Lenritilla Lelej, 2005 (Hymenoptera, Mutillidae)
- Lehrius Gredina, 1995 (Homoptera, Aphididae)